# 超伝導転移端センサー
超伝導転移端センサー (ちょうでんどうてんいたんセンサー、英: Transition Edge Sensor、TES) は、超伝導物質がある温度（超伝導転移温度または臨界温度）を境として、常伝導状態から超伝導状態へ、またはこの逆方向に 数ミリケルビン 以内で急速に相転移を起こす性質を利用した、非常に高感度な熱量センサー(マイクロカロリメータ)である。
超伝導物質としては、通常はアルミニウム、チタンまたはタングステンが用いられる。センサー中では、超伝導物質は超伝導転移温度より極くわずか低温の状態に保持され、境界域の近傍で超伝導状態を保った状態に置かれる。ここに、極く少量でも外部からの熱エネルギーの流入による温度上昇があれば、超伝導物質は超伝導転移温度より高温となり、超伝導状態は壊れて常伝導状態に相転移する。これは電気的には抵抗値の急激な上昇として観測される。
外部からの熱エネルギーの流入による温度上昇は、センサー素子の熱容量がより小さければ、より大きくなるので、センサー素子を極力小さくし、測定対象以外の熱エネルギーから絶縁することにより、より高感度を達成できる。現在の半導体プロセスを応用したMEMS製造技術を用いて作成された極小のセンサー素子では、光子1個分のエネルギーの吸収に起因する温度上昇さえも測定可能となっている。
このため、多数のセンサー素子を平面に配置したセンサーアレイは、ボロメータ型撮像素子として使用可能であり、光子の持つエネルギーを熱エネルギーに変換して、その値を直接測定することから、原理的にはセンサーの閾値を超えるエネルギーを持つ任意の波長の光子を、1個ごとに観測できることになる。実際、ガンマ線、X線から赤外線、100GHz程度のマイクロ波に至るセンサーが実用化されている。マイクロ波用TESは、電波天文学の分野において、南極点望遠鏡、アタカマ宇宙望遠鏡およびプランク衛星で宇宙マイクロ波背景放射の観測用センサーとして実用化されている。